# Fußball-Weltmeisterschaft 1978/Brasilien
Dieser Artikel behandelt die brasilianische Fußballnationalmannschaft bei der Fußball-Weltmeisterschaft 1978.

## Qualifikation
| Kolumbien | - | Brasilien | 0:0 |   |                                                |
| Brasilien | - | Kolumbien | 6:0 | - | Tore: Roberto (2), Marinho (2), Zico, Rivelino |
| Paraguay  | - | Brasilien | 0:1 | - | Tor: Romerito (Eigentor)                       |
| Paraguay  | - | Brasilien | 1:1 | - | Tore: Roberto (Bra.), Báez (Par.)              |

### Finalrunde
| Brasilien | - | Peru     | 1:0 | - | Tore: Gil                                     |
| Brasilien | - | Bolivien | 8:0 | - | Tore: Zico (4), Roberto, Gil, Cerezo, Marcelo |

## Brasilianisches Aufgebot
| Nr.               | Name                  | Verein vor WM-Beginn      | Geburtstag | Spiele   | Tore     | Gelbe Karte | Rote Karte |
| Torhüter          | Torhüter              | Torhüter                  | Torhüter   | Torhüter | Torhüter | Torhüter    | Torhüter   |
| ----------------- | --------------------- | ------------------------- | ---------- | -------- | -------- | ----------- | ---------- |
| 1                 | Émerson Leão          | Portuguesa São Paulo      | 11.07.1949 | 7        | 0        | 0           | 0          |
| 12                | Carlos                | AA Ponte Preta            | 04.03.1956 | 0        | 0        | 0           | 0          |
| 22                | Valdir Peres          | FC São Paulo              | 02.01.1951 | 0        | 0        | 0           | 0          |
| Abwehrspieler     |                       |                           |            |          |          |             |            |
| 2                 | Toninho               | Flamengo Rio de Janeiro   | 07.06.1948 | 6        | 0        | 0           | 0          |
| 3                 | Oscar                 | AA Ponte Preta            | 20.06.1954 | 7        | 0        | 1           | 0          |
| 4                 | Amaral                | Corinthians São Paulo     | 25.12.1954 | 7        | 0        | 0           | 0          |
| 6                 | Edinho                | Fluminense Rio de Janeiro | 05.06.1955 | 3        | 0        | 1           | 0          |
| 13                | Nelinho               | Cruzeiro Belo Horizonte   | 26.07.1950 | 4        | 2        | 0           | 0          |
| 14                | Abel Braga            | CR Vasco da Gama          | 01.09.1952 | 0        | 0        | 0           | 0          |
| 15                | José Fernando Polozzi | AA Ponte Preta            | 01.10.1955 | 0        | 0        | 0           | 0          |
| 16                | Rodrigues Neto        | Botafogo FR               | 06.12.1949 | 0        | 0        | 0           | 0          |
| Mittelfeldspieler |                       |                           |            |          |          |             |            |
| 5                 | Toninho Cerezo        | Atlético Mineiro          | 21.04.1955 | 6        | 0        | 1           | 0          |
| 8                 | Zico                  | Flamengo Rio de Janeiro   | 03.03.1953 | 6        | 1        | 1           | 0          |
| 10                | Roberto Rivelino      | Fluminense Rio de Janeiro | 01.01.1946 | 3        | 0        | 0           | 0          |
| 11                | Dirceu                | CR Vasco da Gama          | 15.06.1952 | 7        | 3        | 0           | 0          |
| 17                | Batista               | SC Internacional          | 08.03.1955 | 7        | 0        | 0           | 0          |
| 21                | Chicão                | FC São Paulo              | 30.01.1949 | 3        | 0        | 1           | 0          |
| Stürmer           |                       |                           |            |          |          |             |            |
| 7                 | Zé Sérgio             | FC São Paulo              | 08.03.1957 | 0        | 0        | 0           | 0          |
| 9                 | Reinaldo              | Atlético Mineiro          | 11.01.1957 | 3        | 1        | 0           | 0          |
| 18                | Gil                   | Botafogo FR               | 24.12.1950 | 7        | 0        | 0           | 0          |
| 19                | Mendonça              | Palmeiras São Paulo       | 06.06.1954 | 6        | 0        | 1           | 0          |
| 20                | Roberto Dinamite      | CR Vasco da Gama          | 13.04.1954 | 5        | 3        | 1           | 0          |
| Trainer           |                       |                           |            |          |          |             |            |
|                   | Cláudio Coutinho      |                           | 05.01.1939 |          |          |             |            |

## Spiele der brasilianischen Mannschaft

### Erste Runde
- Brasilien –  Schweden 1:1 (1:1)

Stadion: Estadio José María Minella (Mar del Plata)
Zuschauer: 32.569
Schiedsrichter: Thomas (Wales)
Tore: 0:1 Sjöberg (37.), 1:1 Reinaldo (45.)
- Brasilien –  Spanien 0:0

Stadion: Estadio José María Minella (Mar del Plata)
Zuschauer: 34.771
Schiedsrichter: Gonella (Italien)
Tore: keine
- Brasilien –  Österreich 1:0 (1:0)

Stadion: Estadio José María Minella (Mar del Plata)
Zuschauer: 35.221
Schiedsrichter: Wurtz (Frankreich)
Tore: 1:0 Roberto Dinamite (40.)
Als Sensation musste man das Abschneiden Österreichs in der Gruppe 3 bezeichnen. Die weitaus höher eingeschätzten Spanier (2:1) und Schweden (1:0) wurden bezwungen, so dass selbst die 0:1-Niederlage gegen Brasilien den Gruppensieg nicht verhindern konnte. Brasilien hatte sich gegen Schweden (1:1) und Spanien (0:0) überraschend schwer getan, weil z. B. Superstar Zico nicht überzeugen konnte. Allerdings hatte Brasilien gegen Schweden in der letzten Sekunde noch ein Tor nach einer Ecke geschossen. Der Schiedsrichter hatte jedoch abgepfiffen, als sich der Ball in der Luft befand, und gab den Treffer nicht. Spanien dagegen nützte auch der 1:0-Erfolg im letzten Spiel gegen die Schweden nichts mehr und musste gemeinsam mit den Skandinaviern die Heimreise antreten.

### Zweite Runde
- Brasilien –  Peru 3:0 (2:0)

Stadion: Estadio Ciudad de Mendoza (Mendoza)
Zuschauer: 31.278
Schiedsrichter: Rainea (Rumänien)
Tore: 1:0 Dirceu (15.), 2:0 Dirceu (28.), 3:0 Zico (73.) 11m
- Argentinien –  Brasilien 0:0

Stadion: Estadio Gigante de Arroyito (Rosario)
Zuschauer: 37.326
Schiedsrichter: Palotai (Ungarn)
Tore: keine
- Brasilien –  Polen 3:1 (1:1)

Stadion: Estadio Ciudad de Mendoza (Mendoza)
Zuschauer: 39.586
Schiedsrichter: Silvagno Cavanna (Chile)
Tore: 1:0 Nelinho (12.), 1:1 Lato (45.), 2:1 Roberto Dinamite (57.), 3:1 Roberto Dinamite (63.)
Im Gegensatz zur ersten Finalrunde war Peru in Gruppe B für viele Beobachter unverständlicherweise nur noch Kanonenfutter. 0:3 gegen Brasilien, 0:1 gegen Polen und gar 0:6 gegen Argentinien – so verlief die ernüchternde Endrunde für die Kicker aus den Anden. Polen konnte auch weiterhin nicht an die Leistungen von vor vier Jahren anknüpfen und unterlag in den entscheidenden Spielen gegen Argentinien (0:2) und Brasilien (1:3). Die beiden Favoriten der Gruppe trennten sich torlos und das Torverhältnis musste entscheiden. So schlug der schwache Auftritt der Peruaner, deren Torhüter aus Argentinien stammte, gegen Argentinien voll durch und Peru verlor mit 0:6. Nicht nur die Brasilianer sprachen über ein ‚gekauftes‘ Spiel. Jahre später erwähnte ein peruanischer Senator, dass man absichtlich in der Höhe verloren habe. Doch es half nichts: Argentinien stand im Finale und Brasilien musste mit dem Spiel um den dritten Platz vorliebnehmen.

### Spiel um Platz 3
| Zuschauer 69.659 | Estadio Monumental Antonio Vespucio Liberti (Buenos Aires) | Brasilien | Italien | Schiedsrichter: Abraham Klein | 2:1 (0:1) | 0:1 Causio (38.) 1:1 Nelinho (64.) 2:1 Dirceu (72.) |

Gegen Italien setzten sich die enttäuschten Brasilianer im Spiel um den dritten Platz allerdings noch mit 2:1 durch, weil Nelinho (64.) und der überragende Spielmacher Dirceu (71.) bei einem Gegentor von Causio (38.) trafen.